# Фред Еванс
Фред Еванс (англ. Fred Evans; нар. 4 лютого 1991) — британський професійний боксер, олімпійський медаліст, чемпіон Європи серед любителів.

## Аматорська кар'єра
2007 року став чемпіоном світу серед кадетів U-17 в легкій вазі.
На чемпіонаті Європи 2011 завоював золоту медаль.
- В 1/16 переміг Торбена Келлера (Данія) — 17-8
- В 1/8 переміг Араїка Марутяна (Німеччина) — 13-8
- В 1/4 переміг Іслама Едісултанова (Росія) — 16-14
- В півфіналі переміг Заала Квачатадзе (Грузія) — 20-16
- В фіналі переміг Магомеда Нурудінова (Білорусь) — 14-9

На чемпіонаті світу 2011 здобув три перемоги, а у чвертьфіналі програв Егідіюсу Каваляускасу (Литва) — RSCH 2.
На Олімпійських іграх 2012 завоював срібну медаль.
- В першому раунді змагань переміг Іліяса Аббадо (Алжир) — 18-10
- В другому раунді переміг Егідіюса Каваляускаса (Литва) — 11-7
- В чвертьфіналі переміг Кастіо Клейтона (Канада) — (+)14-14
- В півфіналі переміг Тараса Шелестюка (Україна) — 11-10
- У фіналі програв Сєріку Сапієву (Казахстан) — 9-17

Олімпійська медаль Еванса в змаганнях з боксу стала першою для Уельса після медалі Ральфа Еванса 1972 року.

## Професіональна кар'єра
На професійному рингу провів протягом 2017—2020 років 8 поєдинків, у 7 з яких переміг за очками, а в одному зазнав поразки нокаутом..

## Зовнішні посилання
- Досьє на sport.references.com
- Фред Еванс(англ.) — статистика професійних боїв на сайті BoxRec